# Alexandra Powers
Alexandra Kristin Powers (* 9. September 1967 in New York City) ist eine US-amerikanische Schauspielerin. 

## Leben und Karriere
Erstmals vor der Kamera stand die Tochter eines Schauspiellehrers im Alter von 16 Jahren für das B-Movie The Prodigal (1983). Ihr erster größerer Film sollte Die Maske (1985) werden, ein biographisches Filmdrama über das Leben von Roy L. Dennis. In den 1980er-Jahren trat sie oft im Fernsehen in Erscheinung, beispielsweise in den Fernsehserien Ein Engel auf Erden und Familienbande. Sie spielte Nebenrollen in Filmen wie Plain Clothes (1987) und Der Club der toten Dichter (1989), in letzterem war sie der Schwarm eines der Internatsschüler. Zu ihren größten Rollen zählen allerdings Satanic - Ausgeburt des Wahnsinns (1989) neben David Carradine, Hexenjagd in L.A. (1991) neben Fred Ward und Last Man Standing (1996) neben Bruce Willis. Ihr bisher letzter Auftritt war im Jahr 2001 in Zigs unter Regie von Mars Callahan.
1993–1999 war Powers mit ihrem Schauspielkollegen Barry Del Sherman (* 1962) verheiratet.

## Filmographie
- 1985: Die Maske (Mask)
- 1987: Plain Clothes
- 1989: Satanic – Ausgeburt des Wahnsinns (Sonny Boy)
- 1989: Der Club der toten Dichter (Dead Poets Society)
- 1990: Gejagt zwischen zwei Leben (Dangerous Pursuit) (TV)
- 1991: Hexenjagd in L.A. (Cast a Deadly Spell) (TV)
- 1992: The Player
- 1993: Die Wiege der Sonne (Rising Sun)
- 1996: Last Man Standing
- 1997: Tango gefällig? (Out to Sea)
- 1999: Storm
- 2000: Ein höllisch guter Engel (One Hell of a Guy)
- 2001: Zigs